# Berga (Suécia)
Berga é uma propriedade rural, com uma mansão e um palacete senhorial, situada na ilha de Södertörn do Arquipélago de Estocolmo,  junto ao braço de mar de Hårsfjärden. 
Foi adquirida em 1944 pelo Estado sueco para aí ser instalada uma escola naval. Em 1999-2000 essa escola foi desativada, sendo Berga atualmente uma base militar onde estão aquartelados a 4ª Flotilha de Combate Naval e o Regimento Anfíbio.